# Parafia św. Michała Archanioła w Wytomyślu
Parafia św. Michała Archanioła w Wytomyślu – parafia rzymskokatolicka, znajdująca się w archidiecezji poznańskiej, w dekanacie lwóweckim.